# جانیس کونلیس
جانیس کونلیس ((به یونانی: Γιάννης Κουνέλλης)؛ به انگلیسی: Jannis Kounellis؛ ۲۳ مارس ۱۹۳۶ - ۱۶ فوریه ۲۰۱۷) یک هنرمند معاصر یونانی-ایتالیایی مستقر در رم بود. وی یکی از چهره‌های کلیدی مرتبط با جنبش هنر فقیر به شمار می‌آمد و در آکادمی هنرهای زیبای رم تحصیل کرده بود.